# La Chapelle-en-Valgaudémar
La Chapelle-en-Valgaudémar – miejscowość i gmina we Francji, w regionie Prowansja-Alpy-Lazurowe Wybrzeże, w departamencie Alpy Wysokie.

## Demografia
Według danych na rok 1990 gminę zamieszkiwało 135 osób, a gęstość zaludnienia wynosiła 1,25 osób/km². W styczniu 2015 r. La Chapelle-en-Valgaudémar zamieszkiwało 113 osób, przy gęstości zaludnienia wynoszącej 1,05 osób/km².